# Едгар Кине
Едга̀р Кинѐ (на френски: Edgar Quinet) е френски историк, поет и общественик.

## Биография
Роден е на 17 февруари 1803 година в Бург ан Брес в семейството на военен. Придобива известност с превода си на „Философия на историята“ на Йохан Готфрид фон Хердер и през следващите години публикува изследване в областта на историята, както и публицистика и стихове, преподава южноевропейска литература в Колеж дьо Франс. Известен с републиканските и антиклерикалните си възгледи, по време на Втората империя живее дълго време в изгнание в Белгия и Швейцария, а след това за кратко е депутат.
Едгар Кине умира на 27 март 1875 година във Версай.